# Muzeum v Sopotech
Muzeum v Sopotech (polsky Muzeum v Sopotu) se nachází u křížení ulice Księcia Józefa Poniatowskiego s promenádou Aleja Wojska Polskiego ve čtvrti Dolny Sopot ve městě Sopoty v Pomořském vojvodství. Muzeum bylo založeno v roce 2001 ve vile gdaňského kupce, konsula a sběratele jménem Ernst August Claaszen, který ji postavil v roce 1903. Muzeum bylo založeno u příležitosti stého výročí založení města Sopoty. ‎Muzeum shromažďuje sbírky obrazů, grafik, soch, keramiky, uměleckých řemesel, fotografie, dokumenty, mapy, pohlednice, publikace aj. archiválie související s městem Sopoty. Muzeum pořádá také různorodé kulturní programy. Součástí muzea je také venkovní zahrada. Vstup do muzea je zpoplatněn.‎

## Galerie

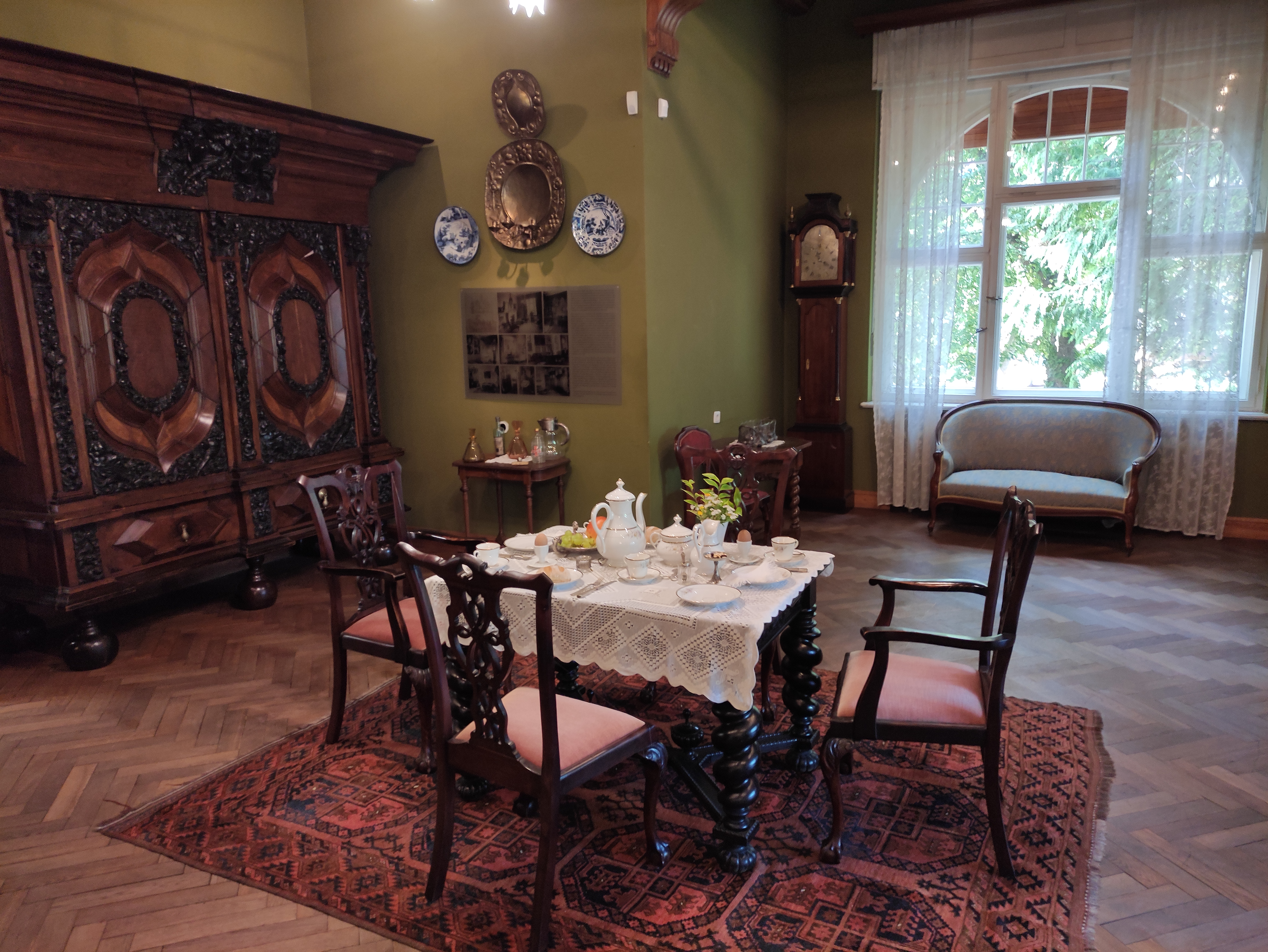
interiér muzea
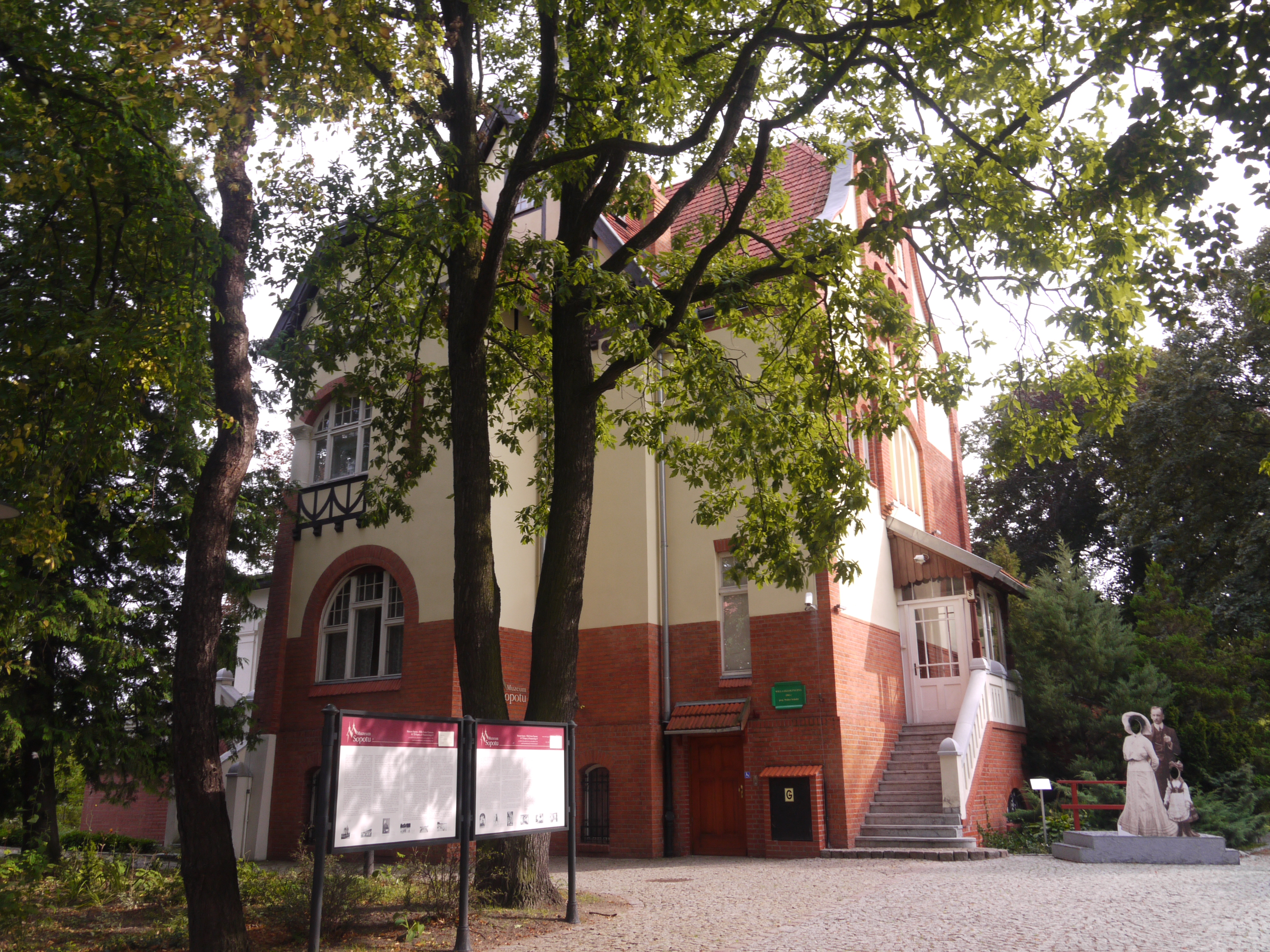